# Liga Mexicana del Pacífico 1992-93
La Temporada 1992-93 de la Liga Mexicana del Pacífico fue la 35.ª edición, llevó el nombre de Enrique Terminel Fonseca y comenzó el 20 de octubre de 1992.
En esta temporada se continua con el sistema de competencia de puntos, dividiendo la temporada en dos vueltas y se redujo el calendario de 80 a 68 juegos. 
Durante la campaña se lanzaron dos juego sin hit ni carrera.
La temporada finalizó el 29 de enero de 1993, con la coronación de los Venados de Mazatlán al vencer 4-3 en serie final a los Águilas de Mexicali.

## Sistema de competencia

### Temporada regular
La temporada regular se dividió en dos vueltas, abarcando un total de 68 juegos a disputarse para cada uno de los ocho clubes. Al término de cada mitad, se asigna un puntaje que va de 1 a 8 puntos en forma ascendente, según la clasificación (standing) general de cada club. El equipo con mayor puntaje se denomina campeón del rol regular. A continuación se muestra la distribución de dicho puntaje:
- Primera posición: 8 puntos
- Segunda: 7 puntos
- Tercera: 6 puntos
- Cuarta: 5 puntos
- Quinta: 4 puntos
- Sexta: 3 puntos
- Séptima: 2 puntos
- Octava: 1 puntos

### Semifinal
Para la etapa de semifinales, pasan los cuatro equipos con mayor puntaje sobre la base de las dos mitades de la temporada regular. De esta manera, el cuarto se enfrenta como visitante al primero a ganar 5 juegos de 9, mientras que el tercero visita al segundo.

### Final
Se da entre los equipos que ganaron en la etapa de semifinales, a ganar 4 de 7 juegos.

## Calendario
- Número de Juegos: 68 juegos

## Datos Sobresalientes
- Timber Mead, lanza un juego sin hit ni carrera el 23 de octubre de 1992, con los Algodoneros de Guasave en contra de Cañeros de Los Mochis, siendo el número 35 en la historia de la LMP.

- Armando Valdez, lanza un juego sin hit ni carrera el 18 de noviembre de 1992, con los Algodoneros de Guasave en contra de Yaquis de Ciudad Obregón, siendo el número 36 en la historia de la LMP.

## Equipos participantes
| Liga Mexicana del Pacífico 1992-93 |           |             |                           |                          |           |
| Equipo                             | Fundación | Mánager     | Ciudad                    | Estadio                  | Capacidad |
| Águilas de Mexicali                | 1948      | Por definir | Mexicali, Baja California | Nido de los Águilas      | 9,000     |
| Algodoneros de Guasave             | 1970      | Por definir | Guasave, Sinaloa          | Francisco Carranza Limón | 8,000     |
| Cañeros de Los Mochis              | 1947      | Por definir | Los Mochis, Sinaloa       | Emilio Ibarra Almada     | 6,000     |
| Mayos de Navojoa                   | 1950      | Por definir | Navojoa, Sonora           | Manuel Ciclón Echeverría | 8,000     |
| Naranjeros de Hermosillo           | 1944      | Por definir | Hermosillo, Sonora        | Héctor Espino            | 10,000    |
| Tomateros de Culiacán              | 1965      | Por definir | Culiacán, Sinaloa         | General Ángel Flores     | 10,000    |
| Venados de Mazatlán                | 1945      | Por definir | Mazatlán, Sinaloa         | Teodoro Mariscal         | 6,000     |
| Yaquis de Ciudad Obregón           | 1947      | Por definir | Ciudad Obregón, Sonora    | Tomás Oroz Gaytán        | 10,000    |

## Standings

### Primera vuelta
| Equipos                  | JJ | JG | JP | JE | PCT  | JV  | PTS |
| ------------------------ | -- | -- | -- | -- | ---- | --- | --- |
| Yaquis de Ciudad Obregón | 35 | 20 | 15 | -  | .571 | -   | 8   |
| Tomateros de Culiacán    | 35 | 19 | 16 | -  | .543 | 1.0 | 7   |
| Águilas de Mexicali      | 35 | 19 | 16 | -  | .543 | 1.0 | 6   |
| Mayos de Navojoa         | 35 | 18 | 16 | 1  | .529 | 1.5 | 5   |
| Venados de Mazatlán      | 35 | 17 | 17 | 1  | .500 | 2.5 | 4   |
| Naranjeros de Hermosillo | 35 | 16 | 19 | -  | .457 | 4.0 | 3   |
| Cañeros de Los Mochis    | 35 | 16 | 19 | -  | .457 | 4.0 | 2   |
| Algodoneros de Guasave   | 35 | 14 | 21 | -  | .400 | 6.0 | 1   |

### Segunda vuelta
| Equipos                  | JJ | JG | JP | JE | PCT  | JV   | PTS |
| ------------------------ | -- | -- | -- | -- | ---- | ---- | --- |
| Águilas de Mexicali      | 29 | 19 | 10 | -  | .655 | -    | 8   |
| Cañeros de Los Mochis    | 33 | 20 | 12 | 1  | .625 | 0.5  | 7   |
| Venados de Mazatlán      | 32 | 19 | 12 | 1  | .613 | 1.0  | 6   |
| Naranjeros de Hermosillo | 32 | 19 | 13 | -  | .594 | 1.5  | 5   |
| Mayos de Navojoa         | 31 | 16 | 15 | -  | .516 | 4.0  | 4   |
| Yaquis de Ciudad Obregón | 33 | 13 | 20 | -  | .394 | 8.0  | 3   |
| Tomateros de Culiacán    | 33 | 13 | 20 | -  | .394 | 8.0  | 2   |
| Algodoneros de Guasave   | 33 | 8  | 25 | -  | .242 | 13.0 | 1   |

### General
| Equipos                  | JJ | JG | JP | JE | PCT  | JV   | PTS |
| ------------------------ | -- | -- | -- | -- | ---- | ---- | --- |
| Águilas de Mexicali      | 64 | 38 | 26 | -  | .594 | -    | 14  |
| Yaquis de Ciudad Obregón | 68 | 33 | 35 | -  | .485 | 7.0  | 11  |
| Venados de Mazatlán      | 67 | 36 | 29 | 2  | .554 | 2.5  | 10  |
| Cañeros de Los Mochis    | 68 | 36 | 31 | 1  | .537 | 3.5  | 9   |
| Mayos de Navojoa         | 66 | 34 | 31 | 1  | .523 | 4.5  | 9   |
| Tomateros de Culiacán    | 68 | 32 | 36 | -  | .470 | 8.0  | 9   |
| Naranjeros de Hermosillo | 67 | 35 | 32 | -  | .522 | 4.5  | 8   |
| Algodoneros de Guasave   | 68 | 22 | 46 | -  | .323 | 18.0 | 2   |

| Avanza a Play-offs |

## Play-offs
|  | Semifinales | Semifinales | Semifinales |          |          | Final    | Final | Final |  |
|  |             |             |             |          |          |          |       |       |  |
|  |             |             |             |          |          |          |       |       |  |
|  | Los Mochis  | Los Mochis  | 2           |          |          |          |       |       |  |
|  | Los Mochis  | Los Mochis  | 2           |          |          |          |       |       |  |
|  | Mexicali    | Mexicali    | 5           |          |          |          |       |       |  |
|  | Mexicali    | Mexicali    | 5           |          | Mexicali | Mexicali | 3     |       |  |
|  |             |             |             |          | Mexicali | Mexicali | 3     |       |  |
|  |             |             | Mazatlán    | Mazatlán | 4        |          |       |       |  |
|  | Mazatlán    | Mazatlán    | Mazatlán    | Mazatlán | 4        | 5        |       |       |  |
|  | Mazatlán    | Mazatlán    |             |          |          | 5        |       |       |  |
|  | Obregón     | Obregón     | 0           |          |          |          |       |       |  |
|  | Obregón     | Obregón     | 0           |          |          |          |       |       |  |
|  |             |             |             |          |          |          |       |       |  |

### Semifinales
| Equipos                  | JJ | JG | JP | PCT   | JV  |
| ------------------------ | -- | -- | -- | ----- | --- |
| Venados de Mazatlán      | 5  | 5  | 0  | 1.000 | -   |
| Águilas de Mexicali      | 7  | 5  | 2  | .714  | -   |
| Cañeros de Los Mochis    | 7  | 2  | 5  | .286  | 3.0 |
| Yaquis de Ciudad Obregón | 5  | 0  | 5  | .000  | 5.0 |

| Avanza a la final |

### Final
| Equipos             | JJ | JG | JP | PCT  | JV  |
| ------------------- | -- | -- | -- | ---- | --- |
| Venados de Mazatlán | 7  | 4  | 3  | .571 | -   |
| Águilas de Mexicali | 7  | 3  | 4  | .429 | 1.0 |

| Campeón |

## Cuadro de honor
| Equipos                  | Posición   |
| ------------------------ | ---------- |
| Venados de Mazatlán      | Campeón    |
| Águilas de Mexicali      | Subcampeón |
| Cañeros de Los Mochis    | 3° Lugar   |
| Yaquis de Ciudad Obregón | 4° Lugar   |
| Mayos de Navojoa         | 5° Lugar   |
| Tomateros de Culiacán    | 6° Lugar   |
| Naranjeros de Hermosillo | 7° Lugar   |
| Algodoneros de Guasave   | 8° Lugar   |

## Designaciones
A continuación se muestran a los jugadores más valiosos de la temporada.
| Designación         | Ganador             | Equipo                   |
| ------------------- | ------------------- | ------------------------ |
| Jugador Más Valioso | Matías Carrillo     | Águilas de Mexicali      |
| Pitcher del Año     | Ezequiel Cano       | Venados de Mazatlán      |
| Novato del año      | Gabriel Cabrales    | Yaquis de Ciudad Obregón |
| Mánager del Año     | Ramón Montoya       | Venados de Mazatlán      |
| Mánager Campeón     | Ramón Montoya       | Venados de Mazatlán      |
| Campeón de Bateo    | Matías Carrillo     | Águilas de Mexicali      |
| Campeón de Pitcheo  | Blaise Ilsley       | Naranjeros de Hermosillo |
| Gerente del año     | Luis Carlos Joffroy | Venados de Mazatlán      |